# Impact One Night Only

Logo do One Night Only.

TNA Wrestling: One Night Only é uma série de eventos de luta livre profissional produzido pela Total Nonstop Action Wrestling (TNA). Cada evento é gravado e lançado periodicamente mais tarde como um evento pay-per-view de três horas.
No fim de 2012, a presidente da TNA Dixie Carter demonstrou interesse em reduzir o número de pay per views transmitidos por ano pela TNA, que entre 2005 e 2012 eram doze. Em 10 de janeiro de 2013, foi emitido um anuncio oficial de cortes de pay per views, onde passaria a ser apenas quatro por ano. Junto com a nota, também foi dado um anuncio que os meses em que não houvesse pay per view haveria um programa especial tematizado de três horas, também por pay per view, mas de uma forma barata, a fim de cobrir o longo período sem um grande evento e também os contratos internacionais. A partir de 08 de março de 2015 começa a ser transmitido pelo Esporte Interativo

## Eventos
| #  | Evento                                          | Data                   | Data de exibição       | Cidade                    | Local                   | Evento principal |
| -- | ----------------------------------------------- | ---------------------- | ---------------------- | ------------------------- | ----------------------- | --- |
| 1  | TNA Wrestling: X-travaganza                     | 12 de janeiro de 2013  | 5 de abril de 2013     | Orlando, Flórida          | Impact Wrestling Zone   | Austin Aries vs. Samoa Joe |
| 2  | TNA Wrestling: Joker's Wild Tag Team Tournament | 12 de janeiro de 2013  | 3 de maio de 2013      | Orlando, Flórida          | Impact Wrestling Zone   | Luta Joker's Wild Gauntlet com o vencedor recebendo US$ 100.000.                                                                                           |
| 3  | TNA Wrestling: Knockouts Knockdown              | 17 de março de 2013    | 5 de julho de 2013     | Orlando, Flórida          | Impact Wrestling Zone   | Luta Battle Royal gauntlet para determinar a "Rainha das Knockouts".                                                                                       |
| 4  | TNA Wrestling: 10 Reunion                       | 17 de março de 2013    | 7 de agosto de 2013    | Orlando, Flórida          | Impact Wrestling Zone   | Kurt Angle vs. Samoa Joe |
| 5  | TNA Wrestling: Tag Team Tournament              | 18 de março de 2013    | 6 de setembro de 2013  | Orlando, Flórida          | Impact Wrestling Zone   | Team 3D (Bully Ray e Devon) vs. Austin Aries & Bobby Roode pelas finais do torneio de duplas.                                                              |
| 6  | TNA Wrestling: World Cup of Wrestling           | 18 de março de 2013    | 1 de novembro de 2013  | Orlando, Flórida          | Impact Wrestling Zone   | Bad Influence (Christopher Daniels e Kazarian) (Estados Unidos) vs. Rob Terry & Doug Williams (Inglaterra).                                                |
| 7  | TNA Wrestling: Hardcore Justice 2               | 19 de março de 2013    | 6 de dezembro de 2013  | Orlando, Flórida          | Impact Wrestling Zone   | Jeff Hardy e Brother Runt vs. Team 3D (Bully Ray e Devon)                                                                                                  |
| 8  | TNA Wrestling: TNA Heavyweight Title Tournament | 19 de março de 2013    | 7 de fevereiro de 2014 | Orlando, Flórida          | Impact Wrestling Zone   | N/A |
| 9  | One Night Only: Hardcore Justice 3              | 29 de dezembro de 2013 | 10 de janeiro de 2014  | Lowell, Massachusetts     | Lowell Auditorium       | Kurt Angle, Samoa Joe, James Storm e Abyss vs. Bobby Roode, Robbie E, Jessie Godderz e Magnus                                                              |
| 10 | One Night Only: #OldSchool                      | 30 de dezembro de 2013 | 7 de fevereiro de 2014 | Poughkeepsie, Nova Iorque | Mid-Hudson Civic Center | Magnus vs. Samoa Joe |
| 11 | One Night Only: Joker's Wild 2                  | 2 de fevereiro de 2014 | 9 de maio de 2014      | Birmingham, Inglaterra    | National Indoor Arena   | Ethan Carter III vs. Magnus, Doug Williams, Samoa Joe, Bad Bones, Bully Ray, Rockstar Spud, Eric Young, Eddie Edwards, Davey Richards, Samuel Shaw e Abyss |

## TNA Wrestling: X-travaganza
TNA Wrestling: X-travaganza foi um programa especial em pay per view produzido pela Total Nonstop Action Wrestling, que foi gravado em 12 de janeiro de 2013, um dia antes do pay per view Genesis e foi exibido em 5 de abril de 2013. Contou com uma Luta Ultimate X, uma Luta X-Scape Cage, e o retorno de ex-estrelas da X Division, incluindo Petey Williams, Amazing Red, Matt Bentley e Jimmy Rave. Jerry Lynn também estará fazendo um retorno como parte de sua turnê de despedida antes de sua aposentadoria no final deste ano e estará enfrentando seu eterno rival Rob Van Dam.

### Resultados
| No. | Lutas                                                                                       | Estipulações                                 | Duração |
| --- | ------------------------------------------------------------------------------------------- | -------------------------------------------- | ------- |
| 1   | Christian York derrotou Alex Silva, Jimmy Rave, Puma, Sam Shaw, Matt Bentley e Lince Dorado | Luta X-Scape Cage                            | 16:01   |
| 2   | Kid Kash e Douglas Williams derrotaram Rashad Cameron e Anthony Nese                        | Luta de duplas                               | 13:17   |
| 3   | Chavo Guerrero derrotou Robbie E                                                            | Luta individual com Joseph Park como árbitro | 05:10   |
| 4   | Kenny King derrotou Rubix , Mr. Fuji , Zema Ion e Mason Andrews                             | Luta Ultimate X                              | 15:27   |
| 5   | Bad Influence (Christopher Daniels e Kazarian) derrotaram Petey Williams e Sonjay Dutt      | Luta de duplas                               | 12:50   |
| 6   | Rob Van Dam derrotou Jerry Lynn                                                             | Luta sem desqualificações                    | 15:53   |
| 7   | Austin Aries derrotou Samoa Joe                                                             | Luta individual                              | 18:18   |

## TNA Wrestling: Joker's Wild Tag Team Tournament
TNA Wrestling: Joker's Wild Tag Team Tournament foi um programa especial em pay per view produzido pela Total Nonstop Action Wrestling, que foi gravado em 12 de janeiro de 2013, um dia antes do pay per view Genesis e irá ao ar em 3 de maio de 2013. Contou com equipes selecionadas aleatoriamente competindo com equipes vencedoras que avançam para uma Luta Gauntlet com o vencedor recebendo US$ 100.000. Entre aqueles que estão programados para participar do torneio são Bobby Roode, Christopher Daniels, Rob Van Dam, James Storm, Samoa Joe, Joey Ryan, Jessie Godderz, Matt Morgan, Robbie E, Mr. Anderson, Robbie T, Chavo Guerrero, Jr., Hernandez, Zema Ion e Doug Williams.

### Resultados
| No. | Lutas                                                                   | Estipulações                                                    |
| --- | ----------------------------------------------------------------------- | --------------------------------------------------------------- |
| 1   | James Storm e Christian York derrotaram Gunner e Crimson                | Luta de duplas                                                  |
| 2   | Jessie Godderz e Mr. Anderson derrotaram Douglas Williams e Kid Kash    | Luta de duplas                                                  |
| 3   | Christopher Daniels e Samoa Joe derrotaram Chavo Guerrero e Rob Van Dam | Luta de duplas                                                  |
| 4   | Bobby Roode e Joseph Park derrotaram Robbie E e Zema Ion                | Luta de duplas                                                  |
| 5   | Aces & Eights (Devon e D.O.C.) derrotaram Hernandez e Alex Silva        | Luta de duplas                                                  |
| 6   | Robbie T e Matt Morgan derrotaram Joey Ryan e Al Snow                   | Luta de duplas                                                  |
| 7   | James Storm venceu ao eliminar por último Bobby Roode                   | Luta Joker's Wild Gauntlet com o vencedor recebendo US$ 100.000 |

1. ↑  Os outros participantes eram: James Storm, Christian York, Jessie Godderz, Mr. Anderson, Christopher Daniels, Samoa Joe, Bobby Roode, Joseph Park, Devon, D.O.C., Robbie T e Matt Morgan.

## TNA Wrestling: Knockouts Knockdown
TNA Wrestling: Knockouts Knockdown foi um programa especial em pay per view produzido pela Total Nonstop Action Wrestling, que foi gravado em 17 de março de 2013, e irá ao ar em 5 de julho de 2013. Contou com várias lutadoras atuais e que já passaram pela TNA, além de estrelas do circuito independente. Todo o foi baseado em coroar a "Rainha das Knockouts", sendo que no evento principal foi realizada uma luta battle royal gauntlet entre todas as ganhadoras da noite pelas finais do torneio.

### Resultados
| No. | Lutas                                               | Estipulações                                                        |
| --- | --------------------------------------------------- | ------------------------------------------------------------------- |
| 1   | Gail Kim derrotou Alissa Flash                      | Luta individual                                                     |
| 2   | Lei D´Tapa derrotou Ivelisse Vélez                  | Luta individual                                                     |
| 3   | Tara derrotou Mia Yim                               | Luta individual                                                     |
| 4   | Miss Tessmacher derrotou Santana Garrett            | Luta individual                                                     |
| 5   | ODB derrotou Trinity                                | Luta individual                                                     |
| 6   | Jackie Moore derrotou Taryn Terrell                 | Luta individual                                                     |
| 7   | Hannah Blossom derrotou Sojo Bolt e Taeler Hendrix  | Luta Three-Way                                                      |
| 8   | Velvet Sky derrotou Jillian Hall                    | Luta individual                                                     |
| 9   | Mickie James derrotou Serena Deeb                   | Luta individual                                                     |
| 10  | Gail Kim venceu ao eliminar por último Mickie James | Luta Battle Royal gauntlet para determinar a "Rainha das Knockouts" |

1. ↑  As outras participantes eram: Hannah Blossom, Gail Kim, Lei D´Tapa, Tara, Miss Tessmacher, Jackie Moore, ODB e Velvet Sky.

## TNA Wrestling: 10 Reunion
TNA Wrestling: 10 Reunion foi um programa especial em pay per view produzido pela Total Nonstop Action Wrestling, que foi gravado em 17 de março de 2013, e irá ao ar em 7 de agosto de 2013. Contou com várias ex-lutadores que já atuaram pela TNA, juntamente com os atuais lutadores da empresa. Contou também com a volta do clássico ringue de seis lados que a TNA usou até 2009.

### Resultados
| No. | Lutas | Estipulações               |
| --- | --- | -------------------------- |
| 1   | Kenny King derrotou Sonjay Dutt e Petey Williams                                                                                          | Luta Three-Way             |
| 2   | Velvet Sky derrotou Gail Kim | Luta individual            |
| 3   | Matt Morgan venceu ao eliminar por último Joseph Park                                                                                     | Luta Battle Royal gauntlet |
| 4   | Team 3D (Bully Ray e Devon) derrotaram The Latin American Xchange (Homicide e Hernandez) e Bad Influence (Christopher Daniels e Kazarian) | Luta de três duplas        |
| 5   | Jeff Hardy derrotou Austin Aries | Luta individual            |
| 6   | Bobby Roode derrotou James Storm | Luta individual            |
| 7   | Kurt Angle derrotou Samoa Joe | Luta individual            |

1. ↑  Os outros participantes eram: Johnny Devine, Cassidy Riley, Chase Stevens, Robbie E, Jessie Godderz, Johnny Swinger, Shark Boy e Mr. Anderson.

## TNA Wrestling: Tag Team Tournament
TNA Wrestling: Tag Team Tournament foi um programa especial em pay per view produzido pela Total Nonstop Action Wrestling, que foi gravado em 18 de março de 2013, e irá ao ar em 6 de setembro de 2013. Contou com um torneio de duplas que visou coroar a maior dupla de todos os tempos da história da TNA.

### Resultados
| No. | Lutas                                                                                | Estipulações   |
| --- | ------------------------------------------------------------------------------------ | -------------- |
| 1   | Generation Me (Matt e Nick Jackson) derrotaram Petey Williams e Sonjay Dutt          | Luta de duplas |
| 2   | Garett Bischoff e Wes Brisco derrotaram The Hotshots (Cassidy Riley e Chase Stevens) | Luta de duplas |
| 3   | Austin Aries e Bobby Roode derrotaram Doug Williams e Rob Terry                      | Luta de duplas |
| 4   | Chavo Guerrero e Hernandez derrotaram Bad Influence (Christopher Daniels e Kazarian) | Luta de duplas |
| 5   | Samoa Joe e Magnus derrotaram Garett Bischoff e Wes Brisco                           | Luta de duplas |
| 6   | Team 3D (Bully Ray e Devon) derrotaram Generation Me (Matt e Nick Jackson)           | Luta de duplas |
| 7   | Austin Aries e Bobby Roode derrotaram Samoa Joe e Magnus                             | Luta de duplas |
| 8   | Team 3D (Bully Ray e Devon) derrotaram Chavo Guerrero e Hernandez                    | Luta de duplas |
| 9   | Team 3D (Bully Ray e Devon) derrotaram Austin Aries e Bobby Roode                    | Luta de duplas |